# Verónica Pàmies Morera
Verónica Pàmies Morera, va nàixer el 23 de març del 1976 a Fuerteventura i és una jugadora espanyola de botxes establerta a Olesa de Montserrat, que ha representat a Espanya als Jocs Paralímpics. La seva modalitat és BC3 en modalitat individual i per parella. Ha estat als clubs Esbonat i Amistat Barcelona.
El 2011 va participar a Elx al Campionat d'Espanya de Clubs de Boccia al juny del 2011. A l'agost del 2011 va viatjar a Belfast i va participar en els Campionats Mundials de Boccia que li havia de donar pas a participar en els Jocs Paralimpics d'estiu de 2012 a la ciutat de Londres. El gener de 2012, va participar en un camp d'entrenament de boccia per l'equip nacional per als jocs paralímpics de Londres. Va competir als Jocs Paralímpics d'Estiu del 2012. Va ser membre de la delegació espanyola al Campionat d'Europa disputat el juny del 2013 a Guimarães, Portugal. L'octubre del 2013 va ser classificada com la segona millor competidora espanyola. També va guanyar la medalla d'or en el Campionat de Catalunya de boccia que va celebrar-se a Sabadell el dissabte 8 de juny del 2019.